# SATB1
La proteína 1 de unión a secuencias ricas en AT (SATB1) es una proteína codificada en humanos por el gen SATB1.

## Función
SATB1 es un factor de transcripción y un organizador global de la cromatina, que ha emergido como un factor clave en la integración de la arquitectura de la cromatina por medio de regulación de la expresión génica. Estudios recientes han revelado el papel de SATB1 en la organización de la cromatina loopscape y su naturaleza dinámica en respuesta a estímulos fisiológicos. A nivel de genoma, SATB1 parece desempeñar un papel importante en la organización de la cromatina transcripcionalmente activa. SATB1 organiza el locus del MHC-I en distintos bucles de la cromatina, mediante el reclutamiento de MARs a la matriz nuclear a una distancia fija. El silenciamiento de SATB1 mimetiza los efectos del tratamiento con interferón gamma en la arquitectura de la cromatina del locus del MHC-I, y altera la expresión de genes dentro de ese locus. SATB1 también parece inducir cáncer de mama y metástasis debido a la alteración de la expresión de numerosos genes.

## Interacciones
La proteína SATB1 ha demostrado ser capaz de interaccionar con:
- HDAC1[4]
- SMARCA5[4]
- MTA2[4]
- CHD4[4]
- CUTL1[5]
- POLR2J[6]
- BAZ1A[4]